# Нижні Ремети
Ни́жні Реме́ти (угор. Alsóremete) — село в Великоберезькій громаді Берегівського району Закарпатської області України.

## Географія
Село розташоване за 16 км під районного центру Берегово та 2 км від річки Боржава. Через село проходить шосейна дорога та вузькоколійна залізнична лінія Берегове-Кушниця (Боржавська вузькоколійна залізниця).

## Історія
На території села виявлено поселення та могильник доби заліза (VI—III століть до нашої ери).
Назва села походить від угорського слова «remete» — відлюдник. Історія села пов'язана із монастирем Святого Павла ордену «Палошок». Орден був заснований в 1263 р., в XIII—XIV ст. мав 8 монастирів, які мали підтримку Ватикану. Один з них знаходився на території нинішнього села Нижні Ремети.
1904 р. Міністерство внутрішніх справ Угорщини затвердило герб селища (за давнішою громадською печаткою): на червоному тлі - селянин з рибальською сіткою в руках.

## Релігія
Перша письмова згадка про монастир — 1329 р. Метою монастиря було розповсюдження католицизму, у зв'язку із чим він отримав королівські привілеї, зокрема, позбавлення від сплати податків за водяний млин на р. Боржава. В 1554 р. місцеве населення переходить в реформатство, а в 1566 р. монастир руйнують турецькі війська під час набігу на Трансільванію. В 1590 р. монастир та поселення, що виникло навколо нього, були пограбовані військами трансильванського князя  Баторі. Відтак, на межі XVI—XVII ст. монастир припинив своє існування. Його рештки були знайдені поблизу нинішньої церкви села Нижні Ремети, на садовій ділянці місцевої мешканки.  За свідченням історика Тиводара Легоцького, у середині XIX. ст. ще стояли залишки монастирських стін, висотою близько 2 м, з готичними вікнами і фрагментами живопису.
На початку XX ст. ще зберігалися руїни монастиря грецького обряду чину св. апостола Павла (“Павлиний монастир”) та храму, перебудованих у XIV ст. за королеви Єлизавети, дружини короля Людовика Великого. Монастирський комплекс стояв на горбку, вище села, і займав площу розміром 54 на 23 сажні. У 1648 р. монастир став греко-католицьким. Пам’яткою з того часу є дзвін з іменем єпископа Йосипа Декамеліса і написом латиною: “Sanctus Paulus, ora pro nobis”, що зберігався на початку XX ст. у дерев’яній дзвіниці села Кідьовша. У 1856 р. вчений Тиводар Легоцький ще бачив залишки стін монастирської церкви висотою 2 м з готичними вікнами і фрагментами живопису. Каміння руїн люди розібрали на різні споруди, у тому числі і на спорудження церкви. Це місце дотепер називають “У камени”.
Відомо, що з будівельного матеріалу зруйнованого монастиря зведена діюча в Нижніх Реметах церква св. Василя Великого. Перша місцева греко-католицька парохія існувала вже в кінці XVII ст. Відомо, що в 1748 р. в селі була дерев'яна церква з двома дзвонами. Вона згоріла в 1849 році, і на її місці збудували каплицю.  Наріжний камінь теперішньої мурованої церкви заклали 25 вересня 1856 р.,  завершили будівництво в 1861 р. Фару (будинок священика) збудували з каменю в 1894 році. У 1911 році церкву повністю оновили, згодом ремонтували в 1920 та 1933 рр.
Поруч із церквою знаходиться дерев'яна восьмигранна каркасна дзвіниця.   З післявоєнного часу і понині  церква відноситься до православної конфесії.
храм св. Василя Великого. 1861.

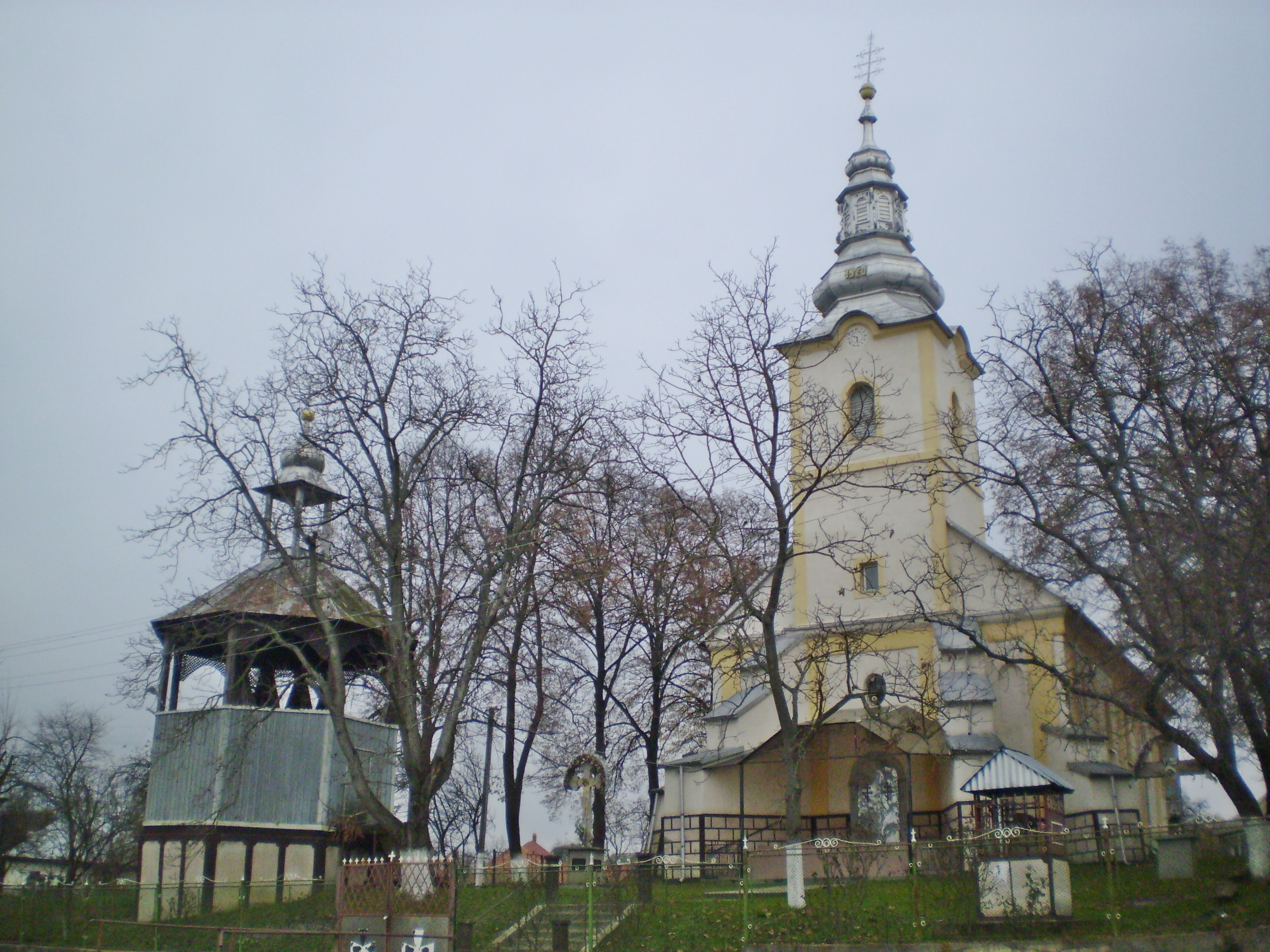
Православна церква та дзвіниця в с. Нижні Ремети

Місцева греко-католицька парохія існувала вже в кінці XVII ст. У 1748 р. в селі була дерев’яна церква з двома дзвонами, а в 1798 р. йдеться про дерев’яну церкву, вкриту соломою. У 1823 р. село вважалося однією з найбідніших парохій. У 1836 р. за священика Василя Голиша згадують дерев’яну церкву (можливо, залишки церкви) шириною 2 сажні, довжиною 4 сажні, без вівтаря та іконостаса. Церква згоріла в 1849 році, і на тім місці збудували каплицю. Розповідають, що каплицю спалили російські війська, які допомагали Австрії в війні проти Лайоша Кошута. Наріжний камінь теперішньої мурованої церкви заклали 25 вересня 1856 р. за священика Олександра Ортутая, фару збудували з каменю в 1894 році. У 1911 році церкву повністю оновили. Пізніше ремонт зробили в 1933 р. Останнє малювання в інтер’єрі виконав Йосип Балог з Мукачева.

## Населення
Згідно з переписом УРСР 1989 року чисельність наявного населення села становила 887 осіб, з яких 431 чоловік та 456 жінок.
За переписом населення України 2001 року в селі мешкало 860 осіб.

### Мова
Розподіл населення за рідною мовою за даними перепису 2001 року:
| Мова       | Відсоток |
| ---------- | -------- |
| українська | 97,80 %  |
| російська  | 1,16 %   |
| угорська   | 0,81 %   |
| білоруська | 0,12 %   |
| молдовська | 0,12 %   |

## Туристичні місця
- храм св. Василя Великого. 1861.
- руїни монастиря грецького обряду чину св. апостола Павла (“Павлиний монастир”) та храму, перебудованих у XIV ст. за королеви Єлизавети, дружини короля Людовика Великого
- вузькоколійна залізнична лінія Берегове-Кушниця